# Stenocypha
Stenocypha – rodzaj ważek z rodziny Chlorocyphidae.

## Zasięg występowania
Rodzaj obejmuje gatunki występujące w Afryce Subsaharyjskiej na terenie następujących krajów: Kamerun, Gwinea Równikowa, Kongo, Gabon, Republika Środkowoafrykańska, Demokratyczna Republika Konga, Uganda, Rwanda, Burundi, Kenia i Tanzania.

## Morfologia
Gatunki zaliczane do tego rodzaju są średniej wielkości (długość tylnego skrzydła 20–24 mm), o smukłym odwłoku (np. segment S3 jest trzy razy dłuższy niż szerszy). Są znacznie mniej zróżnicowane kolorystycznie niż inne afrykańskie gatunki z tej rodziny. Twarz bez jasnych znaczeń, za to występują one czasami na wierzchu głowy. Nogi czarne, golenie niekiedy z jasnymi smugami z przodu. Grzbiet odwłoka całkowicie czerwony, segmenty S1 i S2 (oraz S3 u S. gracilis) intensywnie naznaczone czarnymi plamami.

## Systematyka
Rodzaj ten wprowadził w 2013 roku holenderski entomolog Klaas-Douwe B. Dijkstra na podstawie analizy molekularnej wspartej przez badania morfologiczne. Na gatunek typowy autor wyznaczył Libellago gracilis Karsch, 1899. Oprócz niego do rodzaju zaliczył 4 gatunki. Wszystkie te gatunki były wcześniej zaliczane do rodzaju Chlorocypha.

### Etymologia
Stenocypha: przyrostek cypha, często używany w odniesieniu do rodzajów w tej rodzinie, połączony z greckim przedrostkiem steno- („wąski”), odnoszącym się do smukłego odwłoka i ograniczonego zasięgu występowania nowego rodzaju.

### Podział systematyczny
Do rodzaju należą następujące gatunki:
- Stenocypha gracilis (Karsch, 1899)
- Stenocypha hasta (Pinhey, 1960)
- Stenocypha jacksoni (Pinhey, 1952)
- Stenocypha molindica (Fraser, 1948)
- Stenocypha tenuis (Longfield, 1936)